# 阿布罗斯修道院
阿布罗斯修道院（Arbroath Abbey）是苏格兰小镇阿布羅斯的一座修道院，由威廉一世于1178年为来自凯尔索修道院的本笃会僧侣修建，供奉圣托马斯·贝克特，威廉死后也在1214年埋葬在修道院里。
它的最后一位院长是红衣主教大卫·比顿。现在，修道院受苏格兰历史环境局保护，全年向公众开放。